# Classement mondial de snooker 2000-2001
Classement mondial des joueurs de snooker du top 32 pour la saison 2000-2001. Les points sont calculés en additionnant les points accumulés lors des deux saisons précédentes (1998-1999 et 1999-2000).
| no | Nom               | Pays            | Points |
| -- | ----------------- | --------------- | ------ |
| 1  | Mark Williams     | Pays de Galles  | 57 100 |
| 2  | John Higgins      | Écosse          | 44 445 |
| 3  | Stephen Hendry    | Écosse          | 42 570 |
| 4  | Ronnie O'Sullivan | Angleterre      | 32 640 |
| 5  | Stephen Lee       | Angleterre      | 31 605 |
| 6  | Matthew Stevens   | Pays de Galles  | 31 105 |
| 7  | Ken Doherty       | IRL             | 29 255 |
| 8  | Alan McManus      | Écosse          | 25 510 |
| 9  | Fergal O'Brien    | IRL             | 24 702 |
| 10 | John Parrott      | Angleterre      | 24 065 |
| 11 | Anthony Hamilton  | Angleterre      | 23 515 |
| 12 | Peter Ebdon       | Angleterre      | 23 355 |
| 13 | Dave Harold       | Angleterre      | 22 737 |
| 14 | Paul Hunter       | Angleterre      | 22 497 |
| 15 | Marco Fu          | Hong Kong       | 22 329 |
| 16 | Joe Swail         | Irlande du Nord | 21 590 |
| 17 | Steve Davis       | Angleterre      | 21 500 |
| 18 | Jimmy White       | Angleterre      | 20 587 |
| 19 | Graeme Dott       | Écosse          | 20 112 |
| 20 | Dominic Dale      | Pays de Galles  | 19 947 |
| 21 | Chris Small       | Écosse          | 19 497 |
| 22 | Mark King         | Angleterre      | 19 450 |
| 23 | Nigel Bond        | Angleterre      | 18 822 |
| 24 | Billy Snaddon     | Écosse          | 18 412 |
| 25 | Darren Morgan     | Pays de Galles  | 17 194 |
| 26 | Tony Drago        | Malte           | 17 072 |
| 27 | James Wattana     | Thaïlande       | 16 975 |
| 28 | Brian Morgan      | Angleterre      | 16 235 |
| 29 | Drew Henry        | Écosse          | 16 200 |
| 30 | Terry Murphy      | Irlande du Nord | 15 632 |
| 31 | Joe Perry         | Angleterre      | 15 470 |
| 32 | Quinten Hann      | Australie       | 15 445 |